# 18 جمادى الآخرة
- السبت
- الأحد
- الاثنين
- الثلاثاء
- الأربعاء
- الخميس
- الجمعة

- 2830 نوفمبر 2024
- 291 ديسمبر 2024
- 12 ديسمبر 2024
- 23 ديسمبر 2024
- 34 ديسمبر 2024
- 45 ديسمبر 2024
- 56 ديسمبر 2024
- 67 ديسمبر 2024
- 78 ديسمبر 2024
- 89 ديسمبر 2024
- 910 ديسمبر 2024
- 1011 ديسمبر 2024
- 1112 ديسمبر 2024
- 1213 ديسمبر 2024
- 1314 ديسمبر 2024
- 1415 ديسمبر 2024
- 1516 ديسمبر 2024
- 1617 ديسمبر 2024
- 1718 ديسمبر 2024
- 1819 ديسمبر 2024
- 1920 ديسمبر 2024
- 2021 ديسمبر 2024
- 2122 ديسمبر 2024
- 2223 ديسمبر 2024
- 2324 ديسمبر 2024
- 2425 ديسمبر 2024
- 2526 ديسمبر 2024
- 2627 ديسمبر 2024
- 2728 ديسمبر 2024
- 2829 ديسمبر 2024
- 2930 ديسمبر 2024
- 3031 ديسمبر 2024
- 11 يناير 2025
- 22 يناير 2025
- 33 يناير 2025

18 جُمادى الآخرة أو 18 جُمادی‌ الثانية أو يوم 18 \ 6 (اليوم الثامن عشر من الشهر السادس) هو اليوم السادس والستون بعد المائة (166) من أيَّام السنة (أو السابع والستون بعد المائة لو كان شهر ربيع الآخر مُتممًا لليوم الثلاثين أو الثامن والستون بعد المائة لو أتم كلًا من صفر وربيع الآخر ثلاثين يومًا) وفق التقويم الهجري القمري (العربي). يبقى بعده 188 أو 189 يومًا لانتهاء السنة.

## أحداث
- 947هـ - الدولة العثمانية تعقد معاهدة إستانبول مع البندقية، حيث دفعت البندقية بمقتضاها حوالي 300 ألف ليرة ذهبية للعثمانيين كغرامة حرب، وقد حالت هذه المعاهدة دون انضمام البندقية إلى الإمبراطور الألماني شارل - كوينت، الذي كان في حرب مع العثمانيين أثناء تلك الفترة.
- 1338هـ - المؤتمر السوري العام المنعقد في دمشق بمشاركة ممثلين عن كافة المناطق السورية يعلن قيام «المملكة العربية السورية» على أراضي سوريا الطبيعية وتنصيب الأمير فيصل ابن الشريف حسين بن علي ملكًا عليها.
- 1348هـ - مجلس الوزراء المصري يصدر قرارًا بإنشاء المتحف الزراعي المصري بسراي الأميرة فاطمة إسماعيل التي وهبتها للجامعة المصرية.
- 1409هـ - إقامة احتفال ضخم بمناسبة عودة الحياة العلمية إلى جامع الزيتونة بعد صدور قرار رئاسي بإعادة الاعتبار إلى هذا الصرح العلمي والحضاري.
- 1410هـ -
  - عند منتصف الليل انتهت المهلة التي منحها مجلس الأمن الدولي إلى العراق للانسحاب السلمي من الكويت وذلك وفق القرار 678.
  - بدء الحرب الأهلية بين جمهوريتي أرمينيا وأذربيجان السوفييتيتين.
- 1420هـ - انتهاء غزو داغستان بنصر روسي.
- 1426هـ - فوز محمود أحمدي نجاد رئيس بلدية طهران في انتخابات الرئاسة الإيرانية متفوقًا على منافسه علي أكبر هاشمي رفسنجاني الذي كان يحظى بمساندة الأحزاب المؤيدة للإصلاح، وبذلك أصبح أحمدي أول رئيس من غير رجال الدين في إيران منذ 24 عامًا.
- 1431هـ -
  - سلاح البحرية الإسرائيلي يهاجم سفن أسطول الحرية المتوجه إلى قطاع غزة بقوات كوماندوز وباستخدام الرصاص الحي والغاز، وأدى الهجوم إلى مقتل 19 شخصًا على الأقل وإصابة 26 آخرين كانوا على متن سفن الأسطول، وتنديد دولي كبير على الهجوم.
  - الرئيس الألماني هورست كولر يستقيل من منصبه وذلك بعد الإدانة الواسعة التي تعرض لها بسبب تصريحات أطلقها حول الدور الاقتصادي والمالي لتدخل بلاده العسكري في أفغانستان.
- 1432هـ - الجيش السوداني يعلن اجتياحه لمدينة أبيي المتنازع عليها مع جنوب السودان وسيطرته عليها وطرد قوات الجيش الشعبي لتحرير السودان منها بعد اعتدائها على قوات الأمم المتحدة والقوات المسلحة السودانية المرابطة هناك.
- 1435هـ - فوز رئيس الجمهورية الجزائرية عبد العزيز بوتفليقة بولاية رئاسية رابعة، بعد نيله 81.53 بالمائة من أصوات الناخبين في الانتخابات الرئاسية.
- 1437هـ -
  - الجيش السوري يستعيد السيطرة على مدينة تدمر التاريخية من يد تنظيم داعش.
  - وقوع تفجير إرهابي في لاهور، بباكستان يؤدي لمقتل أكثر من 60 شخصًا وجرح 200 آخرين.
- 1438هـ -
  - مقتل ما يزيد عن 40 شخصاً وجرح العشرات جراء قصف للطيران الأمريكي على مسجد في قرية الجينة بريف حلب الغربي الخاضع لسيطرة المعارضة السورية.
  - انتخاب المدغشقري أحمد أحمد رئيسا للاتحاد الأفريقي لكرة القدم خلفا للكاميروني عيسى حياتو.

## مواليد
- 1325هـ - أحمد عبد العزيز، قائد كتائب المتطوعين من الإخوان المسلمين في حرب فلسطين.
- 1363هـ - زيزي البدراوي، ممثلة مصرية.
- 1367هـ - ناصر صباح الأحمد الصباح، وزير الديوان الأميري الكويتي.
- 1382هـ - ألفت إمام، ممثلة مصرية.
- 1383هـ - سمير سعيد، حارس مرمى كرة قدم كويتي.
- 1397هـ -
  - نورهان، مغنية لبنانية.
  - قيس الشيخ نجيب، ممثل سوري.
- 1401هـ - هند محمد، ممثلة سعودية.
- 1402هـ - يارا جبران، ممثلة مصرية.

## وفيات
- 1281هـ - مرتضى الأنصاري، رجل دين وفقيه ومرجع شيعي إثني عشري.
- 1322هـ - مراد الخامس، السلطان العثماني الرابع والثلاثون.
- 1401 هـ - فرخ الخراساني، شاعر إيراني.
- 1419 هـ - محمد علي الحمامي، فقيه جعفري عراقي.
- 1424هـ - عيدي أمين، رئيس أوغندا.
- 1429هـ -
  - ألبير قصيري، كاتب مصري يكتب بالفرنسية.
  - عبد الرحمن الملق، شاعر سعودي.
- 1431هـ - عبد الله بن عبد الرحمن الغديان، عضو هيئة كبار العلماء السعودية.
- 1432هـ - نادية عزت، ممثلة مصرية.
- 1443هـ - بسام الملا، مخرج سوري.

## وصلات خارجية
- موقع قصة الإسلام: حدث في شهر جُمادى الآخرة.